# Cantó de Sent Juèli
El cantó de Sent Juèli és un cantó francès del departament de l'Òlt, situat al districte de Caors. Té 9 municipis i el cap és Sent Juèli.

## Municipis
- Bergantin
- Bosiès
- Corts
- Cregòls
- Esclausèls
- Sent Circ de la Pòpia
- Sent Juèli
- Tor del Faure
- Vèrn

## Història
| Data d'elecció                           | Identitat     | Partit | Qualitat |
| ---------------------------------------- | ------------- | ------ | -------- |
| 1979-1985                                | Roger Couderc |        |          |
| 1985-                                    | Michel Quèbre | PS     |          |
| les dades anteriors no són pas conegudes |               |        |          |
|                                          |               |        |          |

## Demografia
| 1962  | 1968  | 1975  | 1982  | 1990  | 1999  | 2006  |
| ----- | ----- | ----- | ----- | ----- | ----- | ----- |
| 1.621 | 1.814 | 1.694 | 1.691 | 1.743 | 1.927 | 2.096 |